# 第二城喜剧团
“第二城”喜剧团（The Second City）是美国的即兴喜剧团。基于美国中部城市芝加哥，由芝加哥大学几个很有表演天份的学生在1950年代创立，前身是“康巴斯演员”，是一个融合了歌舞并主要在餐厅和夜总会做即兴表演的喜剧团。1959年，“康巴斯演员”正式演变为“第二城”喜剧团，并在芝加哥“老城区”扎下根来。
“第二城”名字的由来也有着一段戏剧性的历史。1952年，纽约的一位小有名气的评论家发表了一篇文章，说芝加哥的文化和纽约比起来，顶多能算“老二”。这篇文章的题目就叫做“第二城”。对于新组建喜剧团的一批芝加哥人来说，他们对这篇文章的回复非常符合芝加哥一贯的“顶风而上”的传统，于是便把剧团起名叫“第二城”。
“第二城”为美国影视界输送了大批喜剧明星。美国荧屏上的喜剧节目《周六晚间直播》就由很多从“第二城”走出来的喜剧演员担当主打。“第二城”还培养了很多美国知名的剧作家和导演，如哈洛·雷米斯就是美国著名的喜剧导演。“第二城”前身“康巴斯演员”时代的迈克·尼克尔斯（Mike Nichols）更是因指导经典影片《毕业生》而在美国电影史上占据着重要的位置。